# Молодецьке (Херсонський район)
Молодецьке — селище в Україні, у Білозерській селищній громаді Херсонського району Херсонської області. Населення становить 284 осіб.

## Історія
12 червня 2020 року, відповідно до Розпорядження Кабінету Міністрів України № 726-р «Про визначення адміністративних центрів та затвердження територій територіальних громад Херсонської області», увійшло до складу Білозерської селищної громади.
19 липня 2020 року, в результаті адміністративно-територіальної реформи та ліквідації Білозерського району, село увійшло до складу Херсонського району.
24 лютого 2022 року селище тимчасово окуповане російськими військами під час російсько-української війни.
10 листопада 2022 року визволене Збройними силами України в ході контрнаступу в Херсонській області.

## Населення
Згідно з переписом УРСР 1989 року чисельність наявного населення селища становила 192 особи, з яких 92 чоловіки та 100 жінок.
За переписом населення України 2001 року в селищі мешкали 284 особи.

### Мовний склад
Рідна мова населення за даними перепису 2001 року:
| Мова       | Чисельність, осіб | Доля     |
| ---------- | ----------------- | -------- |
| Українська | 168               | 59,16 %  |
| Російська  | 24                | 8,45 %   |
| Вірменська | 7                 | 2,46 %   |
| Інше       | 85                | 29,93 %  |
| Разом      | 284               | 100,00 % |